# Kuladewata
Kuladewata (trl. kuladevatā, tam. kula teyvam, ang. kuladevata) – klasa bóstw opiekuńczych w hinduizmie. Kuladewata z sanskrytu oznacza bóstwo rodzinne w odróżnieniu od isztadewata (bóstwa osobistego) i gramadewata (bóstwa wioskowego). Kuladewata to postać, którą hindus czci szczególnie przed swoim domowym ołtarzem. Kuladewata to często bogini lineażu lub rodu (bóstwo rodowe).
Każda rodzina hinduska posiada swoje bóstwo opiekuńcze, które może być inne niż osobiste, czczone na co dzień. Rodzinne uroczystości zazwyczaj rozpoczynają się od oddania czci kuladewacie. Rodzina dokonuje pielgrzymki do świątyni tego bóstwa z okazji np. zawarcia małżeństwa.
Popularne bóstwa rodzinne to Khandoba, Bhawani i Baladźi.

## Literatura przedmiotu
- Dagnosław Demski: Obrazy hinduizmu. Kultura i religia oczami radżputów i pasterzy. Jolanta Kowalska (red. tomu). Wyd. 1. Warszawa: Instytut Archeologii i Etnologii Polskiej Akademii Nauk, 2007, seria: Biblioteka Etnografii Polskiej, tom nr 57. ISBN 978-83-89499-46-2. Brak numerów stron w książce